# Шалыгин, Сергей Андреевич
Сергей Андреевич Шалыгин (4 июня 1925 — 7 марта 1945) — помощник командира взвода 112-й отдельной разведывательной роты 201-й стрелковой дивизии 1-й ударной армии 2-го Прибалтийского фронта, старший сержант, Герой Советского Союза.

## Биография
Родился 4 июня 1925 года в деревне Урюпино ныне Вачского района Нижегородской области в семье крестьянина. Русский. В первый год Великой Отечественной войны учился в восьмом классе Казаковской средней школы. А после окончания 9-го класса стал работать счетоводом в колхозе.
В апреле 1943 года был призван в Красную Армию. В том же году вступил в ВКП(б). На фронте с 1944 года. В составе 112-й отдельной разведывательной роты прошёл путь от Ленинграда до Курляндии, освобождал Гатчину, Нарву, Таллин, Валгу, Ригу. Участвовал во многих, самых рискованных разведывательных операциях, лично, как помощник командира взвода разведки, руководил поисковыми группами, в том числе и многодневными в глубоком тылу противника. Каждый раз возвращался с ценными сведениями, документами, нередко доставлял «языка».

## Подвиг
7 марта 1945 года во время разведки боем в районе села Нерзис (близ города Салдус, Латвия) рота захватила важный рубеж и отражала контратаки противника. В критический момент боя, когда командиру роты старшему лейтенанту Федотову угрожала смертельная опасность, старший сержант Шалыгин прикрыл его своим телом.
Указом Президиума Верховного Совета СССР от 15 мая 1946 года за образцовое выполнение боевых заданий командования на фронте борьбы с немецко-фашистскими захватчиками и проявленные при этом мужество и героизм старшему сержанту Шалыгину Сергею Андреевичу присвоено звание Героя Советского Союза (посмертно).
Похоронен на воинском кладбище «Блиденес Званы» в Салдусском районе Латвии.

## Награды и память
Награждён орденом Ленина, медалью.
Именем Героя были названы пионерские дружины Блиденской 8-летней школы и школы в селе Казаково Вачского района, улица в посёлке Броцены Салдусского района. На родине, в деревне Урюпино, установлен памятник.